# DLD
DLD, anciennement  Dildo, est un groupe de rock mexicain, originaire de Naucalpan de Juárez, dans l'État de Mexico.
Le groupe est formé en novembre 1998. Il comprend actuellement cinq membres ; Francisco Familiar (voix), Erik Neville Linares (guitare), Edgar « Pijey » Hansen Otero (basse), Eugenio « Keno » Rivero (batterie) et Sergio Vela (claviers).
Ils comptent six albums studio, mais ne gagnent en notoriété qu'en 2012 après la sortie de leur cinquième album studio, Primario, avec lequel ils sont nommés par l'Academia Latina de Artes y Ciencias de la Grabación (Premios Grammy Latinos) dans la catégorie de « meilleur album pop/rock » en 2013. Primario est certifié disque d'or au Mexique, avec plus de 30 000 d'exemplaires vendus, en formats physiques et numériques. Ils participent plusieurs fois au festival ibéro-américain Vive Latino, remplissant des lieux importants de Mexico comme l'Auditorium National et le Palacio de los Deportes. Ils sont récompensés à deux reprises aux Premios Telehit, dans la catégorie du « meilleur album rock » en 2013 et 2015.

## Biographie

### Débuts (1998-2004)
Le groupe est formé lorsque Francisco Familiar et Pijey se rencontrent pour la première fois dans un bar de Ciudad Satélite, appelé l'Urania. C'est là qu'ils entrent en discussion et décident de former le groupe. Ils proposent d'expérimenter et consolident le groupe le 12 novembre 1998.
Mais ce n'est qu'en 2002 qu'il capte l'attention des médias spécialisés et de l'industrie musicale, après avoir obtenu la 2e place au concours Rastreo de Bandas 2003, organisé par la chaine de radio disparue Órbita 105.7 FM (actuellement Reactor 105.7 FM) de Mexico. Dildo, comme ils s'appellent eux-mêmes, attirent l'attention de plusieurs labels, réussissant à décrocher leur premier contrat avec le label de rock indépendant au Mexique. À ce moment-là, le groupe se compose de quatre membres ; Francisco Familiar dans la voix, Edgar « Pijey » à la basse, Erik Neville à la guitare et Rodrigo Vieyra à la batterie.
Leur album éponyme, sorti en 2003, est bien accueilli par le public et la presse ; ils commencent à donner des concerts dans tout le Mexique, alternant avec les groupes les plus populaires de la scène rock hispanophone. Les quatre singles extraits de l'album incluent Noches de vinil, Págaras, Dixie et Loco corazón.

### Modjo(2005-2006)
En 2005 sort leur deuxième album, qui comprend cinq nouvelles chansons inédites, et neuf issues du premier album enregistré live. Le groupe joue pour la première fois en dehors du pays, lors d'une tournée qui dure plus de quatorze dates à travers les États-Unis, dont un concert en tête d'affiche du Roxy Theatre, à Los Angeles, qui a vu notamment passer The Doors ou David Bowie.
Ils participent à l'édition 2006 du festival Rock al parque en Colombie, avec deux autres groupes mexicains : Jaguares et Nortec. Ils participent également pour la deuxième fois au festival Vive Latino, devant plus de 20 000 personnes. En raison du nombre de pistes inédites enregistrées, seules Pide al tiempo et Hombre proviennent de l'album.

### Ventura(2007-2008)
Ils deviennent l'un des groupes indépendants à succès. À cette période, le groupe décide d'abréger sin nom de Dildo à DLD, pour éviter des poursuites judiciaires, et pour ne pas offenser la susceptibilité du public. Enfin, en 2007, ils publient leur troisième album studio, Ventura, produit par René Lugo, en collaboration avec DLD. Les singles qui en sont extraits incluent Un Vicio caro es el amor, Ventura et Suicidio #3.

### Por Encima(2009-2011)
En septembre 2009, ils publient l'album Por encima, et décident de le présenter en live, faisant salle comble au Salón 21 (désormais José Cuervo Salón), à Mexico. Dans ce quatrième album studio, le groupe inclut une intro et 12 titres inédits, dont les singles étaient Se va, La Llamada, 1° de Octubre et le morceau classique Por siempre e va.
En raison de leur popularité croissante, ils sont invités à divers festivals de rock en espagnol, comme leFestival Internacional de Rock, mieux connu sous le nom de Rock al parque, à Bogotá, en Colombie, et le Quilmes Rock en Argentine. Le groupe participe à deux reprises aux éditions 2008 et 2010 du festival Vive Latino à Mexico.

### Primario(2012-2014)

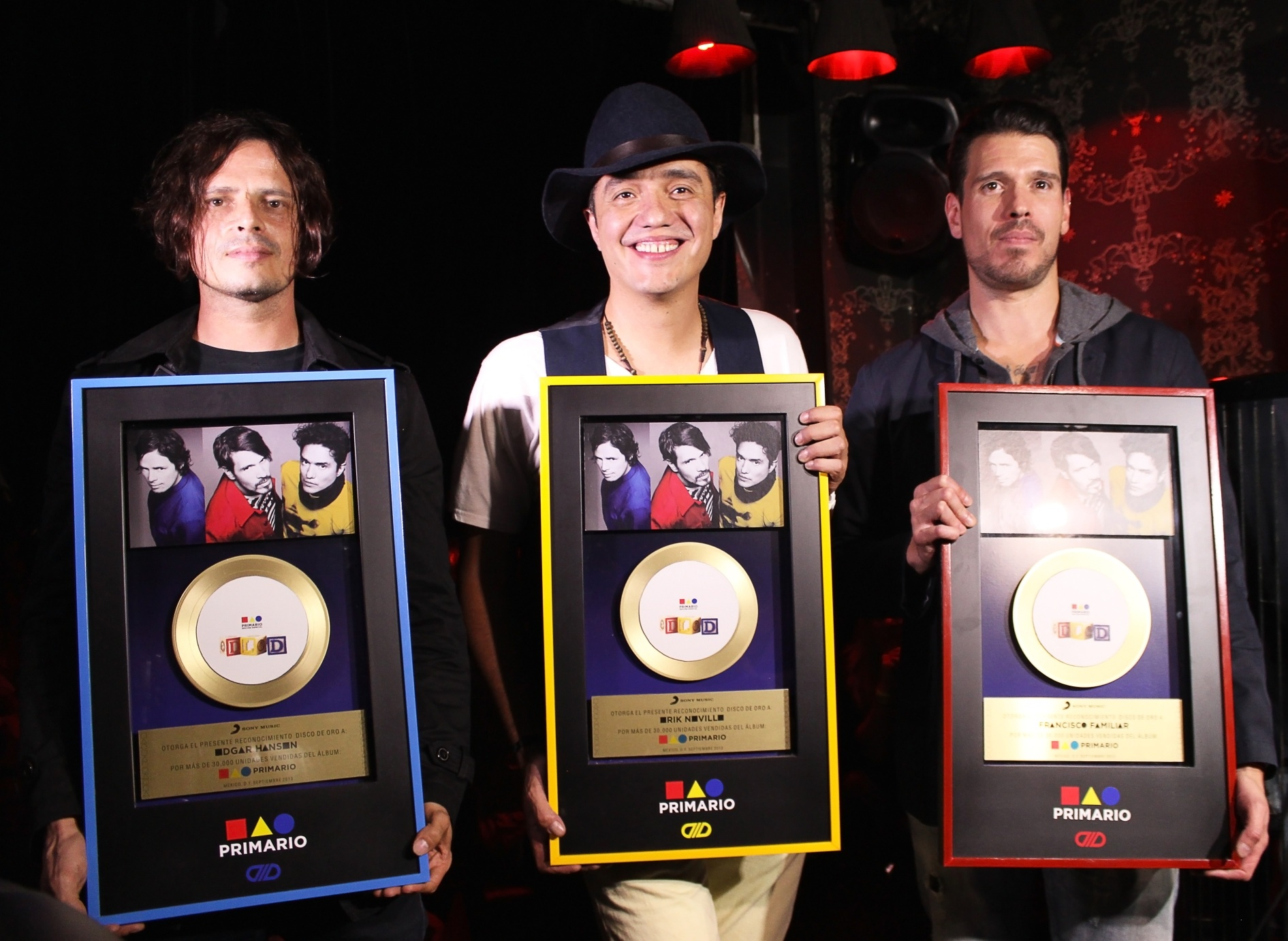
DLD, recevant son disque d'or.

En 2012, une nouvelle étape commence dans la carrière du groupe ; Sony Music les convainc de sortir de l'indépendance. Désormais signé à une major, le groupe travaille sur leur cinquième album studio, Primario, produit par Armando Ávila et mixé par Chris Lord-Alge (Madonna, Rolling Stones). L'album compte 12 chansons inédites et quatre singles ; Arsénico, Todo cuenta, Viernes et Sea. Cet album est, peut-être, celui avec lequel le groupe est connu dans tout le pays, consolidant ainsi sa carrière. Pour la présentation officielle de l'album, ils jouent un concert le 25 janvier 2013 à l'Auditorio Nacional, faisant salle comble. Le 12 novembre la même année, ils publient l'album live intitulé DLD - En vivo desde el Auditorio Naciona.
En 2013, ils sont certifiés disque d'or pour 30 000 exemplaires vendus au Mexique. Ils sont aussi nommés par l'Academia Latina de Artes y Ciencias de la Grabación (Premios Grammy Latinos) dans la catégorie de « meilleur album pop/rock » en 2013. La même année, le groupe participe au deuxième hommage à José José avec une reprise du morceau Mi vida. En novembre 2013, le groupe est récompensé aux Premios Telehit dans la catégorie du « meilleur album de rock en espagnol ».
« Cette année était folle, nous avons commencé de bon pied avec l'Auditorio Nacional en janvier et nous terminons avec deux nominations aux Grammy Awards, en plus d'avoir un disque d'or [...] nous sommes très heureux, nous ne pouvons pas en demander davantage », explique Erik Neville dans une interview accordée à Notimex.

### Futura(depuis 2015)

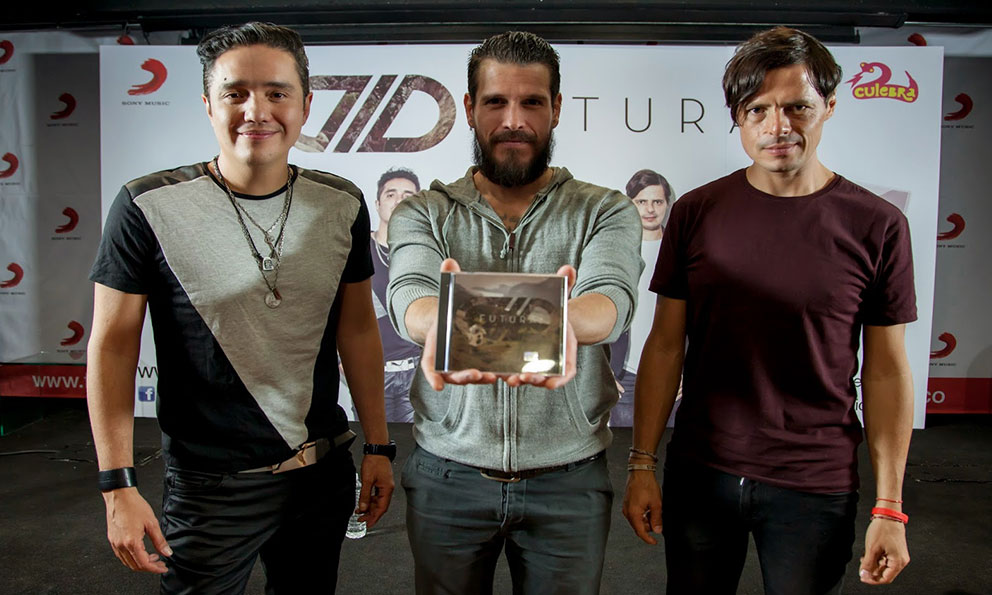
DLD à la présentation de Futura.

Leur sixième album est intitulé Futura. Il est écrit au Hard Rock Hotel de Cancún, sur la Riviera Maya, et enregistré aux studios de Cosmo Producciones de l'État de Mexico. Cet album est également produit par Ármando Ávila. L'album contient 11 titres inédits et est publié en mars 2015. Les singles Estaré, Soy et Reencuentro sont joués au moment de leur promotion, pour céder ensuite la place à Las Cruzadas et Sigo siendo yo. L'album enregistre des ventes élevées, en formats physique et numérique, à travers le pays, et est bien classé par la chaîne de Mixup.
Ils jouent au Palacio de los Deportes de Mexico en août la même année. Ils font salle comble et jouent devant 18 000 personnes. Le groupe lance un streaming du concert dans le Domo de Cobre.

## Membres

### Membres actuels
- Francisco Familiar - chant, guitare
- Edgar PJ Hansen - basse
- Erik Neville Linares - guitare
- Keno Rivero - batterie
- Sergio Vela - claviers

### Anciens membres
- Rodrigo Vieyra  - chœurs, batterie
- Arturo Rojas Pérez (Doppler) (†) - claviers

## Discographie

### Albums studio
- 2003 : Dildo
- 2005 : Modjo
- 2007 : Ventura
- 2009 : Por encima
- 2012 : Primario
- 2015 : Futura

### Albums live
- 2013 : DLD - En vivo desde el Auditorio Nacional
- 2016 : DlD Futura (Edición Especial "En Vivo") En vivo desde el Palacio de los Deportes de la Ciudad de México